# Anton Malatinský
Anton Malatinský (15. ledna 1920 Trnava – 1. prosince 1992 tamtéž) byl slovenský fotbalista a trenér, československý reprezentant a účastník mistrovství světa roku 1954 ve Švýcarsku. Jeho synovcem byl prvoligový fotbalista Milan Malatinský.
Za československou reprezentaci odehrál 10 zápasů, 6krát nastoupil i za výběr válečného Slovenského státu. V československé lize vybojoval dva mistrovské tituly se Slovanem Bratislava (tehdy nesoucím název Sokol Národné výbory Bratislava) (1950, 1951). V lize odehrál 219 zápasů a dal v nich 79 gólů. Po úspěšné hráčské kariéře následovala neméně úspěšná kariéra trenérská – byl otcem "trnavského fotbalového zázraku", jako trenér Spartaku Trnava získal pětkrát titul mistra (1968, 1969, 1971, 1972, 1973). S trnavským Spartakem získal také dvakrát československý pohár (1967, 1971). Celkem odtrénoval 538 ligových utkání. Od roku 1998 nesl jeho jméno fotbalový stadión v Trnavě. V roce 2000 byl vyhlášen "Trnavčanem století".

## Ligová bilance
| Ročník                                     | Zápasy | Góly | Klub                |
| ------------------------------------------ | ------ | ---- | ------------------- |
| Mistrovství Slovenska 1941/42              | -      | -    | TŠS Trnava          |
| Mistrovství Slovenska 1942/43              | -      | -    | TŠS Trnava          |
| Mistrovství Slovenska 1943/44              | -      | -    | TŠS Trnava          |
| Mistrovství Slovenska 1941/42              | -      | -    | TŠS Trnava          |
| Státní liga 1945/46                        | -      | 7    | TŠS Trnava          |
| Divize 1946/47                             | -      | -    | TŠS Trnava          |
| Státní liga 1947/48                        | -      | 6    | TŠS Trnava          |
| Státní liga 1948                           | -      | 4    | JTO Sokol NV Trnava |
| Celostátní československé mistrovství 1949 | -      | 4    | Kovosmalt Trnava    |
| Celostátní československé mistrovství 1950 | -      | 4    | Kovosmalt Trnava    |
| Celostátní československé mistrovství 1950 | -      | 10   | Sokol NV Bratislava |
| Mistrovství československé republiky 1951  | -      | 14   | Sokol NV Bratislava |
| CELKEM 1. liga                             | -      | -    |                     |